# Endre Bjertness
Endre Bjertness (26 aprile 1992) è un ex sciatore alpino norvegese.

## Biografia
Attivo in gare FIS dal novembre del 2007, Bjertness ha esordito in Coppa Europa il 27 novembre 2010 a Trysil in slalom gigante, senza concludere la gara, e in Coppa del Mondo il 28 febbraio 2014 a Kvitfjell in discesa libera, classificandosi 63º. Il giorno successivo ha ottenuto, nelle medesime località e specialità, il suo miglior piazzamento nel massimo circuito internazionale (57º) e il 2 marzo ha disputato l'ultima delle sue tre gare in Coppa del Mondo, il supergigante che non ha completato. Si è ritirato nel corso della stagione 2016-2017 e la sua ultima gara è stata uno slalom gigante universitario disputato ad Alyeska il 28 gennaio, chiuso da Bjertness al 4º posto; in carriera non ha preso parte a rassegne olimpiche o iridate.

## Palmarès

### Mondiali juniores
- 1 medaglia:
  - 1 bronzo (combinata a Québec 2013)

### Coppa Europa
- Miglior piazzamento in classifica generale: 68º nel 2013

### Campionati norvegesi
- 2 medaglie:
  - 1 argento (discesa libera nel 2013)
  - 1 bronzo (discesa libera nel 2011)